# Seven Femenino de Dublín 2015
El Seven Femenino de Dublín de 2015 fue la primera edición del torneo de rugby 7.
Los finalistas del torneo clasificó a la Serie Mundial Femenina de Rugby 7 2015-16.

## Equipos participantes
| - Kenia - Sudáfrica - China - Hong Kong - Japón - Gales - Irlanda - Países Bajos | - México - Samoa - Brasil - Colombia |

## Fase de grupos

### Grupo A
| Equipo | Encuentros | Encuentros | Encuentros | Encuentros | Tantos  | Tantos    | Tantos     | Puntos |
| Equipo | jugados    | ganados    | empatados  | perdidos   | a favor | en contra | diferencia | Puntos |
| ------ | ---------- | ---------- | ---------- | ---------- | ------- | --------- | ---------- | ------ |
| Japón  | 3          | 3          | 0          | 0          | 69      | 24        | +45        | 9      |
| Gales  | 3          | 2          | 0          | 1          | 64      | 29        | +35        | 7      |
| Brasil | 3          | 1          | 0          | 2          | 52      | 41        | +11        | 5      |
| Samoa  | 3          | 0          | 0          | 3          | 17      | 108       | –91        | 3      |

### Grupo B
| Equipo       | Encuentros | Encuentros | Encuentros | Encuentros | Tantos  | Tantos    | Tantos     | Puntos |
| Equipo       | jugados    | ganados    | empatados  | perdidos   | a favor | en contra | diferencia | Puntos |
| ------------ | ---------- | ---------- | ---------- | ---------- | ------- | --------- | ---------- | ------ |
| Países Bajos | 3          | 3          | 0          | 0          | 77      | 17        | +60        | 9      |
| China        | 3          | 2          | 0          | 1          | 65      | 29        | +36        | 7      |
| Kenia        | 3          | 1          | 0          | 2          | 26      | 58        | –32        | 5      |
| Colombia     | 3          | 0          | 0          | 3          | 7       | 71        | –64        | 3      |

### Grupo C
| Equipo    | Encuentros | Encuentros | Encuentros | Encuentros | Tantos  | Tantos    | Tantos     | Puntos |
| Equipo    | jugados    | ganados    | empatados  | perdidos   | a favor | en contra | diferencia | Puntos |
| --------- | ---------- | ---------- | ---------- | ---------- | ------- | --------- | ---------- | ------ |
| Sudáfrica | 3          | 3          | 0          | 0          | 86      | 10        | +76        | 9      |
| Irlanda   | 3          | 2          | 0          | 1          | 119     | 17        | +102       | 7      |
| Hong Kong | 3          | 1          | 0          | 2          | 53      | 81        | –28        | 5      |
| México    | 3          | 0          | 0          | 3          | 0       | 150       | –150       | 3      |

## Fase Final

### Copa de oro
- Los finalistas clasifican a la Serie Mundial Femenina de Rugby 7 2015-16

|  | Cuartos de final | Cuartos de final | Cuartos de final |              |         | Semifinales | Semifinales | Semifinales |           |              | Copa         | Copa         | Copa |  |
|  |                  |                  |                  |              |         |             |             |             |           |              |              |              |      |  |
|  |                  |                  |                  |              |         |             |             |             |           |              |              |              |      |  |
|  | Japón            | Japón            | 17               |              |         |             |             |             |           |              |              |              |      |  |
|  | Japón            | Japón            | 17               |              |         |             |             |             |           |              |              |              |      |  |
|  | Gales            | Gales            | 5                |              |         |             |             |             |           |              |              |              |      |  |
|  | Gales            | Gales            | 5                |              | Japón   | Japón       | 10          |             |           |              |              |              |      |  |
|  |                  |                  |                  |              | Japón   | Japón       | 10          |             |           |              |              |              |      |  |
|  |                  |                  | Países Bajos     | Países Bajos | 5       |             |             |             |           |              |              |              |      |  |
|  | Países Bajos     | Países Bajos     | Países Bajos     | Países Bajos | 5       | 12          |             |             |           |              |              |              |      |  |
|  | Países Bajos     | Países Bajos     |                  |              |         |             |             |             |           |              |              |              |      |  |
|  | Brasil           | Brasil           | 10               |              |         |             |             |             |           |              |              |              |      |  |
|  | Brasil           | Brasil           | 10               |              |         |             |             |             |           | Japón        | Japón        | 13           |      |  |
|  |                  |                  |                  |              |         |             |             |             |           | Japón        | Japón        | 13           |      |  |
|  |                  |                  | Irlanda          | Irlanda      | 12      |             |             |             |           |              |              |              |      |  |
|  | Irlanda          | Irlanda          | Irlanda          | Irlanda      | 12      | 27          |             |             |           |              |              |              |      |  |
|  | Irlanda          | Irlanda          |                  |              |         |             |             |             |           |              |              |              |      |  |
|  | China            | China            | 5                |              |         |             |             |             |           |              |              |              |      |  |
|  | China            | China            | 5                |              | Irlanda | Irlanda     | 26          |             |           | Tercer lugar | Tercer lugar | Tercer lugar |      |  |
|  |                  |                  |                  |              | Irlanda | Irlanda     | 26          |             |           | Tercer lugar | Tercer lugar | Tercer lugar |      |  |
|  |                  |                  | Sudáfrica        | Sudáfrica    | 14      |             |             |             |           |              |              |              |      |  |
|  | Sudáfrica        | Sudáfrica        | Sudáfrica        | Sudáfrica    | 14      | 21          |             |             | Sudáfrica | Sudáfrica    | 12           |              |      |  |
|  | Sudáfrica        | Sudáfrica        |                  |              |         |             |             |             | Sudáfrica | Sudáfrica    | 12           |              |      |  |
|  | Hong Kong        | Hong Kong        | 5                |              |         |             |             |             |           |              | Países Bajos | Países Bajos | 0    |  |
|  | Hong Kong        | Hong Kong        | 5                |              |         |             |             |             |           |              | Países Bajos | Países Bajos | 0    |  |
|  |                  |                  |                  |              |         |             |             |             |           |              |              |              |      |  |

| Bandera de Japón |
| Campeón Japón    |